# Dorodoca
Dorodoca là một chi bướm đêm thuộc họ Cosmopterigidae.